# Objdump
objdump je v informatice název počítačového programu, který slouží pro zobrazování různých informací o objektových souborech. Například může být použit k zobrazení programu ve formě jazyka symbolických adres (JSA, anglicky assembly language). Objdump je součást skupiny programů pod souhrnným názvem GNU binutils, pomocí níž se pracuje s binárními soubory.
Příklad použití pro dissasemblování binárního spustitelného souboru:
```
objdump -Dslx 
soubor
```

objdump používá pro čtení obsahu objektových souborů knihovnu BFD. Další programy pracující s objektovými soubory jsou readelf a objcopy.